# Misceláneas de Schott
Las Misceláneas de Schott son una trilogía de libros escrita por Ben Schott. Consisten en una colección de curiosidades o trivialidades generalmente centradas en la cultura británica (y en menor medida en la europea y la de la Commonwealth). El primero de los libros tuvo un rotundo éxito, se publicó en 2002 por Bloomsbury y en España en 2004 por El Aleph Editores (Grupo 62). Los títulos de los tres libros son Schott's Original Miscellany (Miscelánea original de Schott), Schott's Food & Drink Miscellany (Miscelánea gastronómica de Schott), y Schott's Sporting, Gaming & Idling Miscellany. La trilogía en conjunto ha vendido más de dos millones de copias, y el primero de los libros ha sido traducido a más de trece idiomas. Schoot también ha escrito el Schott's Almanac 2006 y el Schott's Almanac 2007, una versión moderna de los tradicionales almanaques.
En diciembre de 2005, el periódico británico The Guardian, que había calificado a la Miscelánea original de Schott como "la sensación del año", publicó una edición especial de su suplemento G2 con una selección de curiosidades aparecidas en el libro.